# 1. Wehrdienstsenat des Bundesverwaltungsgerichts
Der 1. Wehrdienstsenat ist ein Spruchkörper des Bundesverwaltungsgerichts. Er ist einer von zwei Wehrdienstsenaten, die beim Bundesverwaltungsgericht gebildet wurden und als Berufungsinstanzen für die beiden Truppendienstgerichte dienen.

## Zuständigkeit
Dem Senat sind folgende Aufgaben zugewiesen:
1. die Verfahren nach der Wehrbeschwerdeordnung einschließlich des Entschädigungsrechts nach Art. 19 ÜberlVfRSchG
2. die Verfahren nach dem Soldatenbeteiligungsgesetz
3. die Verfahren nach dem Soldatinnen- und Soldatengleichstellungsgesetz

## Besetzung
Der Senat ist gegenwärtig mit folgenden drei Berufsrichtern besetzt.
- Vorsitzender: Richard Häußler (zugleich Vorsitzender des 2. Wehrdienstsenats)
- Stellvertretende Vorsitzende: Stefan Langer
- Beisitzerin: Martina Eppelt
- Beisitzer: Andreas Koch

Der Wehrdienstsenat entscheiden in der Besetzung von drei Berufsrichtern und zwei ehrenamtlichen Richtern. Sie werden aus den Soldaten oder früheren Soldaten ausgelost, die den Truppendienstgerichten als ehrenamtliche Richter benannt sind.

## Vorsitzende
| Nr. | Name (Lebensdaten)            | Beginn der Amtszeit | Ende der Amtszeit |
| --- | ----------------------------- | ------------------- | ----------------- |
| 1   | Franz Scherübl (1904–1999)    | 1. Oktober 1967     | 31. Juli 1972     |
| 2   | Jürgen Saalmann (* 1928)      | 18. Oktober 1972    | 30. November 1993 |
| 3   | Herbert Seide (1932–2022)     | 1. Dezember 1993    | 30. Juni 1997     |
| 4   | Joachim Maiwald (* 1937)      | 10. Juli 1997       | 30. Juni 2002     |
| 5   | Rainer Pietzner (* 1943)      | 14. August 2002     | 31. Juli 2006     |
| 6   | Hartmut Golze (* 1947)        | 31. Oktober 2006    | 31. März 2012     |
| 7   | Sibylle von Heimburg (* 1951) | 10. Juli 2012       | 30. April 2017    |
| 8   | Richard Häußler (* 1962)      | 23. Mai 2017        |                   |

## Geschichte
Der 1. Wehrdienstsenat wurde im Zusammenhang mit der Gründung der Bundeswehr eingerichtet. Aufgrund des Viermächte-Status von Berlin konnte er nicht am damaligen Sitz des Bundesverwaltungsgerichts in Berlin-Charlottenburg eingerichtet werden, sondern war als auswärtige Kammer in München. Im Zuge des Umzugs des Bundesverwaltungsgerichts nach Leipzig im Jahr 2002 verlegte auch der 1. Wehrdienstsenat dorthin.